# Прорицание вёльвы
«Прорица́ние вёльвы» (др.-сканд. Völuspá) — одна из самых известных эпических песен «Старшей Эдды». В песне от имени вёльвы (колдуньи) рисуется картина от сотворения мира до его гибели, а затем последующего возрождения. «Прорицание» содержит богатейший материал по скандинавской мифологии. В классическом издании песнь состоит из 66 восьмистиший, написанных размером форнюрдислаг.
Большинство исследователей считает, что песнь возникла в Исландии на рубеже двух эпох — языческой и христианской, то есть во второй половине или в конце X века.
На русский язык «Прорицание вёльвы» стихотворно переводилось четырежды — С. Свириденко (1911, опубл. 1917), А. И. Корсуном (1963), Е. М. Мелетинским (1980) и В. Г. Тихомировым (1989).

## Содержание
Песня описывает начало времён, когда «ничего не было и лишь бездна зияла». Тогда боги, сыны Бора, находясь в поле Идавёлль, начинают строить Мидгард. Затем они встречают трёх великанш-ётунов. Из крови ётуна Бримира боги создают карликов. Затем трое богов-асов, Один, Хёнир и Лодур, на берегу моря замечают Аска и Эмблу, вылепленных карликами из глины, и оживляют их. А три богини, Урд, Верданди и Скульд вырезают на мировом ясене Иггдрасиле руны, определяя судьбу людей.
Затем следует первая война между асами и ванами, в которой погибает Бальдр, сын Одина.
После описываются волшебные страны: Хвералунд (Hveralundr), где пребывает Сигюн; северная обитель карликов Нидавеллир (Niðavellir); дальше — загробный Берег мёртвых (Náströnd), где расположено жилище змеев, в том числе Нидхёгга, который пожирает души грешников. В железном лесу рождается Фенрир, который сыграет впоследствии важную роль в конце света, когда «жилище богов будет залито кровью, а солнце померкнет». В Гнипахеллире (Gnipahellir) с цепи срывается Гарм. Тёмные силы, в числе их ётуны и огненные великаны, собираются на юго-востоке и плывут на корабле Нагльфаре. Ими предводительствуют Хрюм, Локи и Сурт.
Завершается песня обновлением мира. Из моря поднимается земля, асы возвращаются на поле Идавёлль, воскресает Бальдр.

## Переводы
- Веселовский А. Н. Вещание Вёльвы (Vǫluspá) и новейшая экзегеза. — Сборник Отделения русского языка и словесности Императорской академии наук. — СПб.: Тип. Имп. Акад. наук, 1891. — Т. 53 [№ 3-6 (1891), № 1-2, 7-8 (1892)]. —  Разысканія въ области русскаго духовнаго стиха. XXVIII—XXIV. Академика А. Н. Веселовскаго. — Выпуск шестой. — С. 12—18.
- Прорицание вёльвы (перевод А. И. Корсуна)
- Прорицание Провидицы (в переводе С. Свириденко)
- Прорицание вёльвы (в переводе В. Г. Тихомирова)
- Прорицание вёльвы (в переводе Е. М. Мелетинского)